# Motif (GUI)
Motif（モチーフ）は、X Window Systemでの操作手順、見栄え（ルック・アンド・フィール）などを統一しようというグラフィカルユーザインタフェース (GUI) 規格のひとつ。Open Software Foundation (OSF) によって定められ、正式にはOSF/Motifという。
1989年に最初のバージョンがリリースされた。その後のOSF自体の変遷を経て、現在の管理団体はThe Open Groupである。
日本語版の OSF/Motif が(株)アスキーと(株)アステック(現、株式会社アールワークス)によって共同開発され、SPARCstation SunOS 4.0.3(JLE 1.0.3は不要)上で動作する「OpenWare/Motif」として販売された。
この規格に沿ってプログラムを開発するためのウィジェット・ツールキットのことをMotifツールキットという。このツールキットのことをMotifと呼ぶ場合もある。IEEE 1295 として規格化されている。
Motifベースのウィンドウマネージャはmwm（Motif Window Manager）であり、後述の CDEでも標準のウィンドウマネージャとなっている。各アプリケーションウィンドウの外側にMotifの規定に従った枠やボタンが付けられる。ウインドウの枠はリサイズ・ハンドルといい、それを使っての拡大、縮小などの操作ができる。左上のボタンはメニューボタン、右上にはアイコン化ボタンと最大化ボタンが並んでいる。ボタンの間を埋める部分はタイトルバーといい、文字通りタイトルの表示とウィンドウの移動機能を持つ。
3ボタンマウスの使用が前提となっている設計が見られることも多いがこれはMotif固有ではなくX Window Systemの主なプラットフォームとして使われてきたエンジニアリングワークステーションにおいて一般的であったためである。
デスクトップ環境としたものにヒューレット・パッカードが開発した、HP-VUE (Visual User Environment) がある。さらにそれを元に複数のベンダーでの共通規格としたものがCommon Desktop Environment (CDE) である。

## Open Motif
Open Motif（非公式だが空白を除いた OpenMotif という記述も多い）は、The Open Groupが Motifツールキットのソースコードをリリースしたものである。基本的には従前通りプロプライエタリライセンスであるが、シェアードソーススタイルを導入し、オープンソースのプラットフォーム上であれば、ロイヤルティーフリーで配布可能とした。目的としてはオープンソースプラットフォーム上で、Motifツールキットに依存しているアプリケーション（代表例は「インターネットのキラーアプリ」であった Netscape Navigator であろう）を利用可能にするためである。
2000年5月、バージョン2.1.30がOpen Motifとしてリリースされた。現在ではOpen Motif 2.2.3が多くのLinuxディストリビューションに採用されている。Open Motif 2.3 が2007年6月にリリースされている。
その後2012年にMotif自体のライセンスがLGPLに変更された。